# Hannu Turunen
Hannu Turunen   (Savonlinna, 24 de juny de 1956) fou un futbolista finlandès de la dècada de 1980.
Fou 66 cops internacional amb la selecció finlandesa.
Pel que fa a clubs, destacà a Koparit i KuPS.